# Polyphonie (Elektrophon)
Der Ausdruck Polyphonie (von altgriechisch πολύ polý „viel“, „mehr“, und φωνή phonḗ „Stimme“) bedeutet bei Elektrophonen, dass ein Gerät zur Erzeugung mehrerer gleichzeitig erklingender Töne fähig ist (im Unterschied zur Monophonie beziehungsweise zum Unisono). Nicht nur die Anzahl gleichzeitiger Töne ist ausschlaggebend für den Grad der Polyphonie, sondern auch deren Unabhängigkeit, etwa was Hüllkurve (ADSR) oder Klangfarbe betrifft. In der Regel benötigen getrennte musikalische Stimmen auch getrennte Kanäle, bei stereophoner Übertragung zwei Kanäle pro Stimme. Wenn die Klangfarben der einzelnen Stimmen verschieden sein können, spricht man von Multitimbralität.
In der Musiktheorie dagegen ist mit dem Ausdruck Polyphonie gemeint, dass sich die gleichzeitigen Stimmen möglichst unabhängig zueinander verhalten, ohne gemeinsame Regeln (z. B. erlaubte Zusammenklänge) zu verletzen. 

## Frühe Elektrophone
Die frühen rein elektronischen Musikinstrumente wie das Theremin seit 1919 oder die Ondes Martenot seit 1928 waren monophon, da sie nur einen einzigen variablen Schwingkreis besaßen. Die hörbaren Frequenzen wurden nach dem Prinzip des Schwebungssummers erzeugt. Sie konnten also nur als Melodieinstrument eingesetzt werden. 
Frühe elektronische Orgeln wie die Hammond-Orgel seit 1935 erzeugten dagegen die Töne über eine größere Zahl mechanischer Tonräder, die vor elektromagnetischen Tonabnehmern rotierten. Auf diese Weise konnten beliebig viele Töne zugleich erklingen. Auch die frühen Formen des Elektronischen Pianos wie der Neo-Bechstein beruhten auf mechanischer Klangerzeugung, die mit Hilfe von Tonabnehmern in elektrische Signale umgesetzt wurde, und erlaubten dadurch ein vielstimmiges Spiel.

## Analoge Synthesizer
Die frühen Synthesizer dagegen, wie die Moog-Synthesizer seit den 1960er-Jahren, erzeugten die Tonfrequenzen elektronisch und waren zunächst auf einen einzigen Signalgenerator beschränkt. Ihr Kernstück war ein spannungsgesteuerter Oszillator. Die Wandelbarkeit des damals neuartigen Klangs durch Modulatoren und Filter wurde für wichtiger gehalten als ein mehrstimmiges Spiel. 
Grob gesagt, braucht ein Gerät mehrere getrennt einstellbare Oszillatoren, um polyphone Klänge zu erzeugen. Dabei muss berücksichtigt werden, dass für komplexere Stimmen zahlreiche Oszillatoren nötig sein können und für die Modulation der Tonfrequenzen (Low Frequency Oscillator) sowie für Geräuschanteile (Rauschgenerator) und Rhythmen ebenfalls Oszillatoren eingesetzt werden, die keine Stimmen im musikalischen Sinn erzeugen. – „Echt polyphone“ analoge Synthesizer wie der Yamaha CS-80 erschienen erst Mitte der 1970er-Jahre auf dem Markt.

## Digitalisierung
Die Digitalisierung der Klangerzeugung mit der Sampler-Technologie, die sich seit etwa 1980 durchsetzte (siehe etwa Fairlight CMI), beschränkte sich wegen der erforderlichen Rechenleistung wiederum auf monophone Wiedergabe. Echte digitale Polyphonie war auf den handelsüblichen Personal Computers erst in den 1990er Jahren möglich.
In der Entwicklung der Klingeltöne von Mobiltelefonen sowie der Videospielmusik wurde die Polyphonie als elementarer technischer Fortschritt betrachtet. Der Heimcomputer Commodore 64 konnte 1982 bereits drei unabhängige musikalische Stimmen produzieren. Während der Systemlautsprecher der PCs in den 1980er Jahren nur einzelne Töne von sich geben konnte, ermöglichten die Soundkarten als Zubehör, wie diejenigen von AdLib, sechs gleichzeitige FM Stimmen in bescheidener Qualität, in den 1990ern waren es mit der Sound Blaster von Creative Labs bereits 9 bis 11 FM Stimmen und mit der Sound Blaster AWE 32 32 Stimmen und mehr. Seitdem auch mit Mobiltelefonen ganze Musikdateien im MP3-Format abgespielt werden können, ohne die einzelnen Stimmen neu zu erzeugen, ist die Frage der Polyphonie in den Hintergrund getreten.
Digitalpianos haben seit den 2010er Jahren bis zu 256 Klangerzeuger, die gleichzeitig angesteuert werden können, um einen möglichst natürlichen und realistischen Klang ausgeben zu können.

## Wahrnehmung
Wieweit in einem Gesamtklang überhaupt unterschiedliche musikalische Stimmen wahrgenommen werden, ist eine Frage der Musikpsychologie und von den technischen Möglichkeiten unabhängig.
Professionelle Musiker lernen die Unterscheidung zusammenklingender Töne im Fach der Gehörbildung. Eine automatische Analyse von zweistimmigen Zusammenklängen geschieht etwa beim Mehrfrequenzwahlverfahren.